# エネルギー省 (イギリス)
エネルギー省 (Department of Energy) は、かつて存在したイギリスの省である。1973年の石油危機発生や北海油田の重要性増加を受け、エネルギー生産に関する職務を通商産業省から分離する形で、1974年1月に設立された。
約10年前に始まったイギリスのエネルギー産業民営化を受け、同省は1992年に廃止された。その機能の多くは放棄され、残りは他の機関または部門に吸収された。ガス供給庁(Office of Gas Supply, Ofgas) と電力規制庁(Office of Electricity Regulation, OFFER) は市場規制を継承し、省エネルギー庁 (Energy Efficiency Office) は環境省に譲渡され、種々のメディア関連機能は国家遺産省に譲渡された。 英国のエネルギー政策に関する中核的活動は、通商産業省へ譲渡された。
エネルギー省は、エネルギー研究のための、そして英国の再生可能エネルギー技術の可能性に関する調査のための、重要な資金調達源であった。同省から全部または一部の資金提供を受けた事業としては、地熱発電やセヴァーン河口堰の調査がある。

## 歴代大臣
- 第6代キャリントン男爵（1974年1月8日- 1974年3月4日）
- エリック・ヴァーレイ（英語版）（1974年3月5日 - 1975年6月10日）
- トニー・ベン（1975年6月10日- 1979年5月4日）
- デイヴィッド・ハウエル（英語版）（1979年5月5日 - 1981年9月14日）
- ナイジェル・ローソン（1981年9月14日 - 1983年6月11日）
- ピーター・ウォーカー（英語版）（1983年6月11日 - 1987年6月13日）
- セシル・パーキンソン（英語版）（1987年6月13日- 1989年7月24日）
- ジョン・ウェイカム（英語版）（1989年7月24日- 1992年4月11日）

閣外大臣には、ピーター・モリソン（1987年に国務大臣）とパトリック・ジェンキンがいた。

## 旧省
エネルギー省は1974年に設置されたが、エネルギー関連事項を扱う最初の省ではなかった。 燃料動力省 (Ministry of Fuel and Power) は1942年6月11日に、商務省から機能を分離されて設置され、石炭生産、燃料供給の割り当て、エネルギー価格の統制、及び第二次世界大戦中のガソリン配給を管掌した。
燃料動力省は、1957年1月に動力省 (Ministry of Power) へと改称した。 その後動力省は、1969年10月6日に技術省 (Ministry of Technology) の一部門となり、1970年10月20日に通商産業省 (Department of Trade and Industry) となった。